# Motor Stirling de energía solar

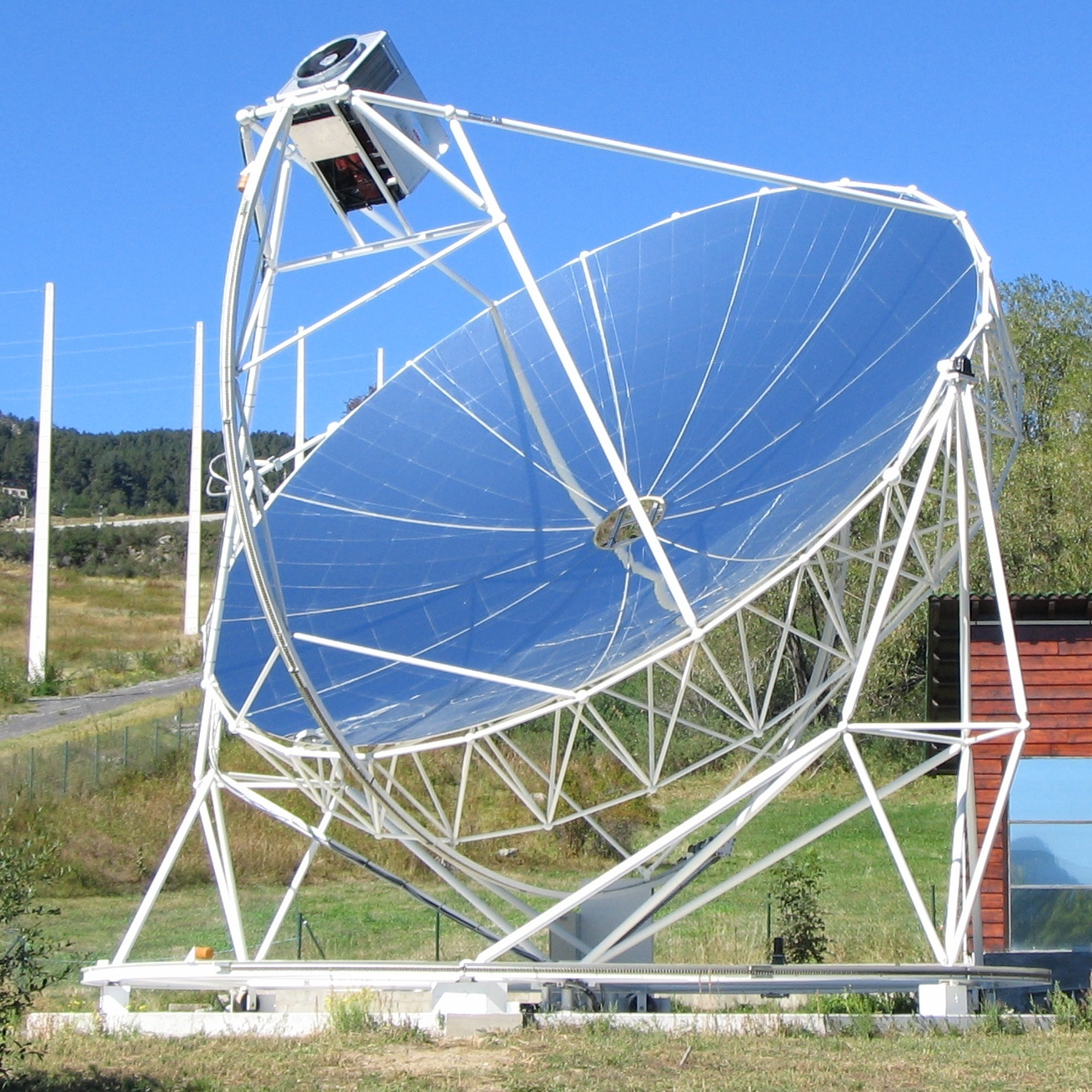
Sistema de disco Stirling de 10 kW en Font-Romeu-Odeillo, Francia

Un motor Stirling de energía solar es un motor térmico impulsado por un gradiente de temperatura generado por el sol. Fue patentado por Roelf J. Meijer En 1987. Su invención combina un motor térmico, como un motor de ciclo Stirling, con un disco colector para producir electricidad. Este aparato consta de un gran disco que concentra la energía solar en un punto focal en el centro del plato. La energía solar concentrada es conducida al motor de ciclo Stirling, el cual funciona al dejar dejar fluir el calor de una fuente caliente a un sumidero frío. La producción de trabajo del ciclo Stirling luego conduce a un generador para producir energía eléctrica. Además, para la recolección óptima del calor, el motor accionado por energía solar de Meijer requere que el disco siempre apunte directamente al sol, así que ninguna sombra debe estar presente en el disco recolector solar. Esto presenta problemas porque, para que el aparato tenga una completo rango de movimientos, la lubricación y los sistemas rotacionales son necesarios, y pueden comprometer la estabilidad estructural.
La NASA patentó un segundo tipo de motor Stirling accionado por energía solar el 3 de agosto de 1976. Éste utiliza energía solar para bombear agua de un río, lago, o corriente. El propósito de este aparato es el de “proporcionar una bomba de bajo costo, baja tecnología que tiene una utilidad particular sistemas de riego empleados en regiones áridas subdesarrolladas del de la tierra…[utilizando] los principios básicos del motor térmico Stirling".
Alrededor del 2010, una compañía llamada Sunvention Solar Energy creó un dispositivo similar al diseño de la NASA que dicen puede bombear 100,000 galones por día, puramente accionado con energía solar y el ciclo Stirling, y con un costo de USD$1,250. Este aparato, muy similar a los otros, utiliza un plato solar grande para recoger calor del sol para crear una fuente de alta temperatura, y también utiliza agua de una corriente cercana como su fuente de baja temperatura. Esto proporciona un rango grande de temperatura, el cual a su vez proporciona más potencia. El trabajo del aparato de Sunvention bombea el agua hacia campos de cultivo cercanos, proporcionando una “bomba de bajo costo, baja tecnología".